# シャヒード・デイビス
シャヒード・デイビス（Shaheed Davis、1994年2月14日 - ）は、ウォーレン出身の男子バスケットボール選手である。身長206cm、体重95kgで、ポジションはスモールフォワード。Bリーグ・B2リーグの福島ファイヤーボンズに所属している。
セントラルフロリダ大学卒業後の2016年7月28日、ブリティッシュ・バスケットボール・リーグのシェフィールド・シャークスと契約した。
2017年2月24日、ブルガリア、ナショナル・バスケットボール・リーグのアカデミック・プロヴディフに移籍した。
2017年8月20日には北マケドニアのフェニ・インダストリーズと契約した。ここでは4試合に出場し、1試合平均27.8得点、12.3リバウンドの成績を残した。
2017年11月2日、ウクライナのCherkaski Mavpyと契約した。2018年1月26日、デイビスはオールスターゲームで34得点、8つのリバウンドと6アシスト、4つのスティールをあげ、MVPに選ばれた。
2018年6月13日、デイビスはイタリア、セリエAのパラカネストロ・カントゥと契約した。
2019年8月15日にはBリーグ・B2リーグの福島ファイヤーボンズと契約した。

## 参考資料
1. ↑  『B.LEAGUE 2019-20 シーズン 選手契約合意（シャヒード・デイビス選手）のお知らせ』（プレスリリース）福島ファイヤーボンズ、2019年8月15日。2019年8月16日閲覧。
2. ↑  “Sharks Lift Off with New Signing”.   sharksbasketball.org. 2016年7月28日閲覧。
3. ↑  “Shaheed Davis (ex Al Nift) agreed terms with Academic Plovdiv”.   eurobasket.com. 2017年2月24日閲覧。
4. ↑  “Shaheed Davis (ex Akademik Plovdiv) is a newcomer at Feni Industries”.   eurobasket.com. 2017年8月20日閲覧。
5. ↑  “Feni Industries 2017/2018”.   eurobasket.com. 2017年11月2日閲覧。
6. ↑  “Karpos Sokoli - Feni Industries”.   fibalivestats.com. 2017年10月29日閲覧。
7. ↑  “Shaheed Davis (ex Feni Industries) signs at Cherkasy”.   eurobasket.com. 2017年11月2日閲覧。
8. ↑  “North overpowers South in 2018 All-Star Game”. Eurobasket.com. (2018年1月27日) 2018年1月29日閲覧。
9. ↑  “Pallacanestro Cantù signs Shaheed Davis”. sportando.basketball. (2018年6月13日)
10. ↑  “福島ファイヤーボンズ、206センチ95キロのシャヒード・デイビスを獲得「とても楽しみ」”. バスケットボールキング.   フロムワン (2019年8月15日). 2019年8月16日閲覧。